# ロサンゼルス空港警察
ロサンゼルス空港警察（ロサンゼルスくうこうけいさつ、英: Los Angeles Airport Police Department、略称：LAXPDまたはLAWAPD）は、アメリカ合衆国カリフォルニア州ロサンゼルス市に本部を置く警察である。

## 概要
LAPD（ロサンゼルス市警）と誤解されることもあるが、現在LAXPDは独立した組織であり、主に空港警察が専門的な訓練と資金提供を行っている。
LAXPDはロサンゼルス国際空港付近を担当する警察署でロサンゼルス郡で4番目に大きい法執行機関。
ロサンゼルス郡には、1100人以上の法執行機関、警備員、スタッフがいる。また、米国で最大の民間空港警備隊がある。

## Notes
1. ↑  “ロサンゼルス空港警察のウェブサイトがリニューアル | FlyTeam ニュース”. FlyTeam(フライチーム). 2022年7月14日閲覧。